# Gonomyia schadeana
Gonomyia schadeana är en tvåvingeart som beskrevs av Alexander 1935. Gonomyia schadeana ingår i släktet Gonomyia och familjen småharkrankar. Inga underarter finns listade i Catalogue of Life.